# Bruguière Peak
Der Bruguière Peak (englisch; bulgarisch връх Брюгиер wrach Brjugiew) ist ein 2300 m hoher, spitzer und felsiger Berg in der nordzentralen Sentinel Range des Ellsworthgebirges im westantarktischen Ellsworthland. Er ragt 6,44 km nordöstlich des Mount Giovinetto, 1,45 km nordöstlich des Enitsa Peak, 6,83 km westlich des Mount Jumper, 4,58 km nordnordwestlich des Versinikia Peak und 5,95 km nördlich bis östlich des Evans Peak nahe dem Ende eines Gebirgskamms auf, der sich vom Mount Giovinetto über eine Länge von 9,15 km in nordöstlicher Richtung erstreckt. Der Rumjana-Gletscher liegt südöstlich und der Deljo-Gletscher nordwestlich von ihm.
US-amerikanische Wissenschaftler kartierten ihn 1961 und 1988. Die bulgarische Kommission für Antarktische Geographische Namen benannte ihn 2014 nach dem französischen Zoologen Jean-Guillaume Bruguière (1750–1798), der an der Entdeckung der Kerguelen beteiligt war.